# Championnat d'Autriche de football 1966-1967
Navigation
Saison précédente Saison suivante
La saison 1966-1967 du Championnat d'Autriche de football était la 56e édition du championnat de première division en Autriche. La Staatsliga A regroupe les 14 meilleurs clubs du pays au sein d'une poule unique où ils s'affrontent deux fois au cours de la saison, à domicile et à l'extérieur. À la fin de la saison, les 3 derniers du classement sont relégués et remplacés par les 3 meilleurs clubs de Regionalliga.
C'est le club du SK Rapid Vienne qui remporte le championnat en terminant en tête du classement final, à égalité de points mais une meilleure différence de buts que le Wacker AC, promu de Regionalliga et 6 points d'avance sur le FK Austria Vienne. C'est le 24e titre de champion d'Autriche de l'histoire du club. Le tenant du titre, le SK Admira Vienne Energie ne termine qu'à la 7e place, à 15 points du Rapid.
Avant le début de la saison, le club du 1. Schwechater SC est absorbé par le FK Austria Vienne, ce qui libère une place en Staatsliga et permet le repêchage d'un club relégué la saison dernière, le 1. Wiener Neustädter SC.

## Les 14 clubs participants
| - Wiener Sport-Club - SK Rapid Vienne - Kapfenberger SV - First Vienna FC - SK Austria Klagenfurt - FC Wacker Innsbruck - Wacker AC - Promu de Regionalliga | - Linzer ASK - Schwarz-Weiß Bregenz - Promu de Regionalliga - SK Admira Vienne Energie - FK Austria Vienne - Grazer AK - SK Sturm Graz - Promu de Regionalliga - 1. Wiener Neustädter SC - Repêché de Regionalliga |

## Compétition

### Classement
Le barème utilisé pour établir le classement est le suivant :
- Victoire : 2 points
- Match nul : 1 point
- Défaite : 0 point

| Rang | Équipe                     | Pts | J  | G  | N | P  | Bp | Bc | Diff |
| ---- | -------------------------- | --- | -- | -- | - | -- | -- | -- | ---- |
| 1    | SK Rapid Vienne            | 41  | 26 | 20 | 1 | 5  | 72 | 29 | +43  |
| 2    | FC Wacker Innsbruck        | 41  | 26 | 18 | 5 | 3  | 58 | 24 | +34  |
| 3    | FK Austria Vienne C        | 35  | 26 | 14 | 7 | 5  | 43 | 23 | +20  |
| 4    | Linzer ASK                 | 31  | 26 | 12 | 7 | 7  | 39 | 25 | +14  |
| 5    | Wiener Sport-Club          | 30  | 26 | 12 | 6 | 8  | 60 | 36 | +24  |
| 6    | Schwarz-Weiß Bregenz P     | 27  | 26 | 12 | 3 | 11 | 26 | 34 | -8   |
| 7    | SK Admira Vienne Energie T | 26  | 26 | 10 | 6 | 10 | 36 | 25 | +11  |
| 8    | First Vienna FC            | 26  | 26 | 11 | 4 | 11 | 42 | 49 | -7   |
| 9    | Grazer AK                  | 23  | 26 | 8  | 7 | 11 | 27 | 44 | -17  |
| 10   | SK Austria Klagenfurt      | 22  | 26 | 8  | 6 | 12 | 21 | 33 | -12  |
| 11   | SK Sturm Graz P            | 18  | 26 | 7  | 4 | 15 | 32 | 47 | -15  |
| 12   | Wacker AC P                | 18  | 26 | 7  | 4 | 15 | 28 | 50 | -22  |
| 13   | 1. Wiener Neustädter SC    | 15  | 26 | 6  | 3 | 17 | 21 | 44 | -23  |
| 14   | Kapfenberger SV            | 11  | 26 | 2  | 7 | 17 | 17 | 59 | -42  |

|  | Qualification pour la Coupe des clubs champions 1967-1968                    |
|  | Qualification pour la Coupe des Coupes 1967-1968                             |
|  | Qualification pour la Coupe des villes de foires 1967-1968                   |
|  | Relégation directe en Regionalliga                                           |
|  | T Tenant du titre C Vainqueur de la Coupe d'Autriche P Promu de Regionalliga |

## Bilan de la saison
| Championnat d'Autriche de football 1966-1967 |                             |
| Champion                                     | SK Rapid Vienne (24e titre) |
| Coupes et trophées                           |                             |
| Vainqueur de la Coupe d'Autriche 1966-1967   | FK Austria Vienne           |
| Qualifications continentales                 |                             |
| Coupe d'Europe des clubs champions 1967-1968 | SK Rapid Vienne             |
| Coupe des Coupes 1967-1968                   | FK Austria Vienne           |
| Coupe des villes de foires 1967-1968         | Wiener Sport-Club           |
| Promotions et relégations                    |                             |
| Promus en Staatsliga A                       | WSG Radenthein              |
| Promus en Staatsliga A                       | SC Eisenstadt               |
| Promus en Staatsliga A                       | SV Austria Salzbourg        |
| Relégués en Regionalliga                     | 1. Wiener Neustädter SC     |
| Relégués en Regionalliga                     | Wacker AC                   |
| Relégués en Regionalliga                     | Kapfenberger SV             |